# Patuljasta posavska kukmasta kokoš
Patuljasta posavska kukmasta kokoš, hrvatska je pasmina kokoši. 

## Podrijetlo i standardizacija
Domovina je Hrvatska. Zemljopisna uža domovina je područje uz rijeku Savu - nizvodno od Zagreba.
Zdravko Kozić je 1990-ih prvi u selima tog kraja uočio uočava kukmaste kokoši prilično ujednačenog tipa, skladno uklopljene u tamošnji seoski ambijent. Tad je došao na zamisao organizirano uzgajati ovu pasminu. Uzgoj je ostvaren uz pomoć Josipa Bertinovca. 3. siječnja 1999. unutar udruge uzgajatelja malih životinja u Dugom Selu osnovana je sekcija za uzgoj posavske kukmaste kokoši. Unutar sekcije djelovalo je petnaestak uzgajatelja. Proljeća 1999. Josip Bertinovec (prvi predsjednik i voditelj uzgoja) je uz pomoć Ivana Štabe skupio prvu perad, stvorio matična jata te počeo uzgajati t.zv. "radni standard". Uzgajateljima diljem Hrvatske ovo je postala omiljen pasmina. Bila je česta na izložbama malih životinja. Ljeti 2004. nastao je prvi standard. Hrvatski savez udruga uzgajatelja malih životinja priznao ju je kao posebnu pasminu 12. rujna 2004. godine. Patuljastu inačicu nastoji se uzgojiti prema uzoru velike pasmine.

## Građa
Tijelo je lijepo i skladno građeno. Na glavi ima kukmu. Narav je dobra, kokoš je vrlo pitoma. Kao nesilica je dobra i meso joj je posebno kvalitetno. Glava joj je srednje veličine, lijepo oblikovane velike okrugle kukme na sredini glave. Kukma je kod pijetla malo opuštenija. Kljun je jak, srednje velik, malo povijen. Kod svjetlijih je žuto sive boje, a tamniji kod tamnijih. Krijesta je crvena, lijepo nazubljena, malo opuštena na jednu stranu. Lice je crvenkasto, oko oka glave. Podušnjaci su srednji, kod svjetlijih žuto ružičasti, a kod tamnijih sivkasti. Podbradnjaci su crveni i srednje dužine. Vrat je srednje dužine, jak i dobro obrastao perjem. Prsa su izbačena, jaka i široka, malo zaobljena i lijepo razvijena. Leđa su široka, kratka, malo opuštena prema repu. Rep je kod pijetla lijepo razvijen i jednakih srpova. Krila su srednje velika, čvrsta, dobro priljubljena uz tijelo. Bataci su jaki, dobro razvijeni i obrasli perjem. Noge su srednje visoke i jake, žute boje, kod tamnijih tamnije, čiste bez gaća. Prsti su jaki, boje nogu, a nokti su boje kljuna. Perja ima u svim čistim bojama, kao i grahorastih i prskano šarenih. Kokoš je teška do 0,8 kg a pijetao do 1 kg. Jaje je dosta krupno i malo izduženo. Broj prstena: za pijetla 15, a za kokoš 13. Kokoš godišnje snese 140 jaja svijetle ljuske. Najmanja težina jaja za nasad je 40 grama.
Boje koje se javljaju su: crvena, žuta, jarebičasta, crna, bijela, grahorasta, zlatnosmeđa.
Izgledom patuljasta mora odgovarati prema velikoj pasmini. Vrlo je živahna, dobrih proizvodnih svojstava. Uzgajivači teže uzgojiti kokoš koja je srednje teška,kombiniranih svojstava,klimatski prilagođena i otporna,dobre iskoristivosti hrane,vitalnog podmladka. Teži se razvijati kokoš koja je snažna, duboko građena,na donjoj granici visokog stava,direktno opuštenog perja,s kukmom na glavi. Nastoji se odbaciti iz uzgoja kokoši koje su dugačka tijela, lagane građe, visoka stava, visoko nošena repa i prevelike postrance nošene krijeste.